# Michel Joseph Gebauer
Michel Joseph Gebauer (La Fère (Departement Aisne, Frankrijk), 3 mei 1765 - Rusland, december 1812) was een Frans componist, professor en hoboïst, zoon van een Duits militair muzikant.

## Levensloop
Hij was de oudste van de vier broers François René Gebauer (1773-1845), Pierre-Paul Gebauer en Etienne-François Gebauer, die alle gemusiceerd (ook samen in het kwartet) en gecomponeerd hebben.
De eerste muziek- en instrumentles kreeg hij van zijn vader. Op 14-jarige leeftijd werd hij lid van de kapel van de Garde suisse in Versailles en werd hoboïst. In 1790 wisselde hij als hoboïst in het orkest van de Musique de la garde nationale de Parijs. Van 1795 tot 1802 was hij professor aan het Conservatoire national supérieur de musique van Parijs. Daarna werd hij dirigent van de Garde van de 1e consul en later van het 1ste Regiment Grenadiers van de Keizerlijke Garde. Hij was heel geschikt de door Jean Paul Egide Martini in Frankrijk ingevoerde Duitse smaak met de Franse, die door François-Joseph Gossec en Charles Simon Catel vertolkt werd, te verbinden. Zijn rond 200 militaire marsen waren erg populair.

## Composities

### Werken voor harmonieorkest
- Pas de manoeuvre
- Marche de l'Ancienne Garde à Leipzig
- Marche de la Garde à Waterloo

### Kamermuziek
- 1793 l'Amour est un Enfant trompeur Air varié voor blokfluit
- 12 Ländler voor twee fluiten (of: vluit en viool)
- Grande étude opus 9, voor fluit solo
- Douze Duos à l'usage des Commençants pour deux violons... opus 10
- Trois Duos opus 17, voor fluit en fagot
  - No. 1 - G-groot

  1. Allegro
  2. Polacca
- Petite pièce voor altblokfluit
- Polonaise voor fluit en gitaar
- Sechs Duos voor twee klarinetten
- Six Duo Concertants voor klarinet en fagot

### Pedagogische werken
- Méthode d'alto methode voor altviool (in samenwerking met Alexis de Garaudé (1779-1852), Alexis Roger (1814-1846), Roger d'Adhémar